# Czarna (województwo lubelskie)
Czarna – wieś w Polsce położona w województwie lubelskim, w powiecie łukowskim, w gminie Serokomla. Przez miejscowość przepływa rzeka Czarna, dopływ Tyśmienicy.
| SIMC    | Nazwa           | Rodzaj  |
| ------- | --------------- | ------- |
| 0686285 | Bielany Trzecie | kolonia |

Wieś szlachecka położona była w drugiej połowie XVI wieku w ziemi stężyckiej. W latach 1975–1998 miejscowość administracyjnie należała do województwa siedleckiego.
Wieś stanowi sołectwo w gminie Serokomla. Według Narodowego Spisu Powszechnego z roku 2011 wieś liczyła 230 mieszkańców.
Wierni Kościoła rzymskokatolickiego należą do parafii św. Stanisława w Serokomli.